# Delphinium lacei
Delphinium lacei är en ranunkelväxtart som beskrevs av Philip Alexander Munz. Delphinium lacei ingår i släktet storriddarsporrar, och familjen ranunkelväxter. Inga underarter finns listade i Catalogue of Life.